# Eben Norton Horsford

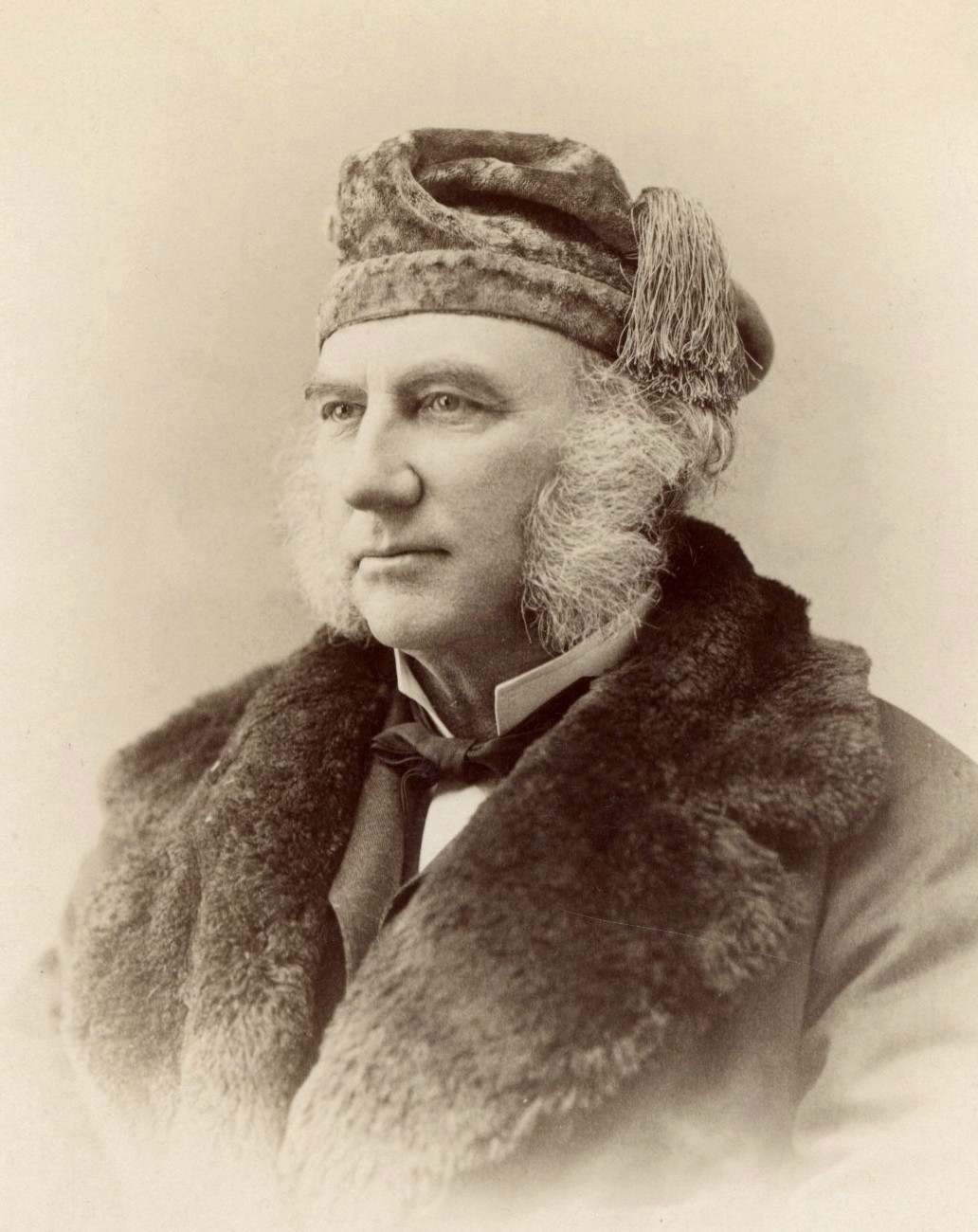
Eben Norton Horsford.

Eben Norton Horsford, född den 27 juli 1818, död den 1 januari 1893, var en amerikansk kemist, som är känd för att ha uppfunnit bakpulvret.
Horsford studerade för Liebig i Giessen och utnämndes 1846 till professor i kemi vid Harvard College i Cambridge. Han ägnade sig med stor iver åt kemins praktiska användningar. År 1856 offentliggjorde han sin metod att vid brödbakning ersätta jästen med en blandning av sur fosforsyrad kalk och tvåfalt kolsyrat natron. Vidare uppfann Horsford ett förfaringssätt att framställa kondenserad mjölk (1851–53) och åstadkom ett preparat av kött och mjöl, som infördes i amerikanska armén, med mera.